# トゥラーン・パール
トゥラーン・パール（ハンガリー語: Turán Pál、1910年8月18日 - 1976年9月26日）:271は、ハンガリーの数学者である。特に数論の研究を行った。ハンガリーの数学者ポール・エルデシュと46年の長きにわたり共同研究を行い、28件の共著の論文を発表した。英語風にポール・トゥラーン(Paul Turán)とも言う。

## 生涯
トゥラーンはブダペストのユダヤ人の家庭に1910年8月18日に生まれた:271。
ほぼ同時期に、トゥラーンとエルデシュは、高校生向けの数学・物理学の月刊誌『Középiskolai Matematikai és Fizikai Lapok』(KöMaL)に毎月掲載される問題の有名な回答者となっていた。ブダペスト大学でフェイェール・リポートの指導を受けて1935年にPh.D.を取得した:271。
彼はユダヤ人だったため、ナチスが導入した入学制限制度ヌメルス・クラウズスの犠牲となり、数年間大学に就職することができなかった。彼は1940年から44年にかけてユダヤ系ハンガリー人男性に課せられた強制労働に送られた。ファシストの見張り役が、数学を専攻していた学生時代にトゥラーンの研究のことを知っていた人物だったため、トゥラーンを匿っていたと言われている。
トゥラーンは1945年にブダペスト大学の准教授となり、1949年に正教授に昇格した:272。
トゥラーンは生涯に2度結婚した。1939年にEdit Klein Kóborと結婚し、2人の間には息子が1人いる。2度目は1952年、数学者のショーシュ・ベラとの結婚で、2人の子供を儲けた:20。
トゥラーンはブダペストで白血病により1976年9月26日に66歳で亡くなった:271:8。

## 業績
トゥラーンは主に数論を研究していた:4が、解析学やグラフ理論の研究も行っていた。

### 数論
1934年、トゥラーンは、G・H・ハーディとラマヌジャンが1917年に行った、数 n の異なる素因数の数の正規順序が{\displaystyle \ln \ln n}に非常に近いことの証明（ハーディ＝ラマヌジャンの定理）の、新しくより簡潔な証明をトゥラーン篩を用いて行った。確率論的には、彼は{\displaystyle \ln \ln n}から分散を推定した。ガーボル・ハラースは、「その真の意義は、これが確率論的数論の出発点であったという事実にある」と述べている:16。トゥラーン＝クビリウスの不等式は、この研究の一般化である:5 :16。
トゥラーンは等差数列における素数の分布に非常に興味を持っており、剰余類間の素数の分布の不規則性を"prime number race"と呼んでいた:5。彼は、共著者のスタニスワフ・ナポウスキーと共に、チェビシェフの偏りに関する結果を証明した。エルデシュ＝トゥラーン予想は、等差数列における素数について記述したものである。トゥラーンの数論研究の多くはリーマン予想を扱っており、そのための冪乗和法（後述）を開発した。エルデシュは「トゥラーンは『不信心者』(unbeliever)であり、実際には『異教徒』(pagan)であった。彼はリーマン仮説の真実を信じていなかった」と述べている:3。

### 解析学
解析学におけるトゥラーンの研究の多くは、彼の数論の研究に関連していた。それ以外では、異なる指数に対するルジャンドル多項式の値に関係するトゥラーンの不等式、およびエルデシュと共にエルデシュ＝トゥラーン等分布不等式を証明した。

### グラフ理論
エルデシュはトゥラーンについて、「1940年から1941年にかけて、彼はグラフ理論における極値問題の分野を創始し、現在では組合せ論の中で最も急速に成長している分野の一つである」と書いている:4。ピーター・フランクルはトゥラーンについて、「彼はユダヤ人だったので強制収容所に入れられた。数学は紙と鉛筆さえあればできるが、収容所にはそれもなかった。そこで彼は、何もなくてもできる組合せ論を生み出した」と述べている。
この分野は、今日ではより簡単に極値グラフ理論として知られている。この分野における彼の研究で最もよく知られているのは、完全グラフ Kr を部分グラフとして含まないグラフの辺の数に上限を与えるトゥラーンのグラフ定理である。彼はこの定理を証明するために、完全2部グラフの一般化であるトゥラーングラフを考案した。また、いくつかの禁止部分グラフを持つ2部グラフに存在しうる辺の数に関するコヴァーリ＝ショーシュ＝トゥラーンの定理や、完全2部グラフの交差数を決定する問題である「トゥラーンのレンガ工場問題」を提起したことでも知られている。

### 冪乗和法
トゥラーンはリーマン仮説を扱うために冪乗和法(power sum method)を開発した:9–14。この方法は、和の下界を与える次の形式の不等式を扱う。
{\displaystyle \max _{\nu =m+1,\dots ,m+n}\left|\sum _{j=1}^{n}b_{j}z_{j}^{\nu }\right|}
これを「冪乗和」という:319。
解析的数論への応用のほか、複素解析、数値解析、微分方程式、超越数論、円盤内の関数の零点数の推定などにも利用されている:320。

## 著書
- Ed. by P. Turán. (1970). Number Theory. Amsterdam: North-Holland Pub. Co. ISBN 978-0-7204-2037-1
- Paul Turán (1984). On a New Method of Analysis and Its Applications. New York: Wiley-Interscience. ISBN 978-0-471-89255-7 Deals with the power sum method.
- edited by Paul Erdős (1990). Collected Papers of Paul Turán. Budapest: Akadémiai Kiadó. ISBN 978-963-05-4298-2

## 賞と栄誉
- ハンガリー科学アカデミー 客員会員（1948年）、正会員（1953年）[1]:272
- コシュート賞（英語版）（1948年、1952年）[1]:272
- ボーヤイ・ヤーノシュ数学協会（英語版） Tibor Szele賞（1975年）[1]:272